# Passavant-en-Argonne
Passavant-en-Argonne é uma comuna francesa na região administrativa do Grande Leste, no departamento de Marne. Estende-se por uma área de 7.24 km², e possui 208 habitantes, segundo o censo de 2018, com uma densidade de 29 hab/km².